# Sydbank Park
Der Sydbank Park ist ein Fußballstadion in der dänischen Stadt Haderslev in der Region Syddanmark. Es ist die sportliche Heimat des Fußballvereins Sønderjysk Elitesport und wurde 2001 eingeweiht. Die Spielstätte verfügt über 10.000 Plätze (davon 1.500 Sitzplätze).
Das Stadion besteht aus der Sitzplatztribüne längs des Platzes und umlaufend um das Spielfeld befinden sich unüberdachte Stehplatzränge. Des Weiteren stehen noch 150 Plätze in der VIP-Lounge zur Verfügung. Für die Journalisten stehen auf der Pressetribüne 22 Plätze bereit. Das Flutlicht hat eine Stärke von 1.400 Lux. Um das Stadion liegen noch 5 Fußballfelder (einer mit Leichtathletikanlage) und 6 Tennisplätze. Zurzeit bietet die Anlage zu wenige Sitzplätze und erfüllt nicht die Anforderungen an das Fassungsvermögen für Stadien der dänischen SAS-Liga. Es müsste bald eine Tribüne mit mindestens 2.000 Sitzplätzen gebaut werden.
Seit Ende 2013 trägt das Stadion für fünf Jahre den Sponsorennamen des Kreditinstituts Sydbank.